# Економічна політика
Економічна політика — система заходів, методів, інструментів і форм державного впливу на соціально-економічні процеси.

## Основні види економічної політики
Антициклічна політика — це політика спрямована на підтримку певних стабільних темпів економічного зростання, на недопущення падіння, виникнення криз.
Структурна політика — це політика спрямована на формування сучасної, прогресивної і ефективної структури національного господарства.
Монетарна політика — це політика, яка передбачає забезпечення економіки країни необхідною кількістю грошей, регулювання грошового та кредитного ринків.
Фіскальна політика — передбачає державне визначення джерел формування державних доходів, бюджету та основних напрямків його витрат.
Маркетингова політика — підприємство включає товарну, цінову, збутову політику (політику розподілу), а також політику комунікацій.
Товарна політика підприємства — це комплекс заходів щодо планування асортименту товарів, які випускаються, та послуг, які надає підприємство, фірма.
Цінова політика — це комплекс економічно зважених заходів щодо встановлення оптимальної ціни на товари і послуги та їх регулювання залежно від пропозиції, регулюючих дій держави.
Регуляторна політика — напрям державної політики, спрямований на вдосконалення правового регулювання господарських відносин, а також адміністративних відносин між регуляторними органами або іншими органами державної влади та суб'єктами господарювання, недопущення прийняття економічно недоцільних та неефективних регуляторних актів, зменшення втручання держави у діяльність суб'єктів господарювання та усунення перешкод для розвитку господарської діяльності, що здійснюється в межах, у порядку та у спосіб, що встановлені Конституцією та законами країни. Регуляторна політика включає політику держави у дозвільній сфері.

## Класифікація економічної політики згідно способів впливу
Якщо виходити з інструментарію здійснення політики, то можна виділити три види економічної політики:
1. Фіскальна (від. лат. fiscus - казна) або бюджетно-податкова - вплив держави на економіку змінами в оподаткуванні приватного сектора (домогосподарств та фірм) та державних витратах.
2. Монетарна (від англ. money - гроші) або кредитно-грошова - вплив держави на економіку змінами в обсязі, структурі та обертанні грошової маси.
3. Регуляторна (від лат. regula - норма, правило) - вплив держави на економіку інституційними змінами, тобто змінами у регуляціях підприємницької діяльності, правилах гри.

## Основні напрями економічної політики, що визначаються державою
До основних напрямів економічної політики, що визначаються державою, українське законодавство відносить:
- структурно-галузеву політику, що спрямована на здійснення державою прогресивних змін у структурі економіки, удосконалення міжгалузевих та внутрішньогалузевих пропорцій, стимулювання розвитку галузей, які визначають науково-технічний прогрес, забезпечують конкурентоспроможність вітчизняної продукції та зростання рівня життя населення;
- інвестиційну політику, яка передбачає створення суб'єктам господарювання необхідних умов для залучення і концентрації коштів на потреби розширеного відтворення основних засобів виробництва, переважно у галузях, розвиток яких визначено як пріоритети структурно-галузевої політики, а також забезпечення ефективного і відповідального використання цих коштів та здійснення контролю за ним;
- амортизаційну політику, яка орієнтована на створення суб'єктам господарювання найсприятливіших та рівноцінних умов забезпечення процесу простого відтворення основних виробничих і невиробничих фондів переважно на якісно новій техніко-технологічній основі;
- політику інституційних перетворень, що спрямована на формування раціональної багатоукладної економічної системи шляхом трансформування відносин власності, здійснення роздержавлення економіки, приватизації та націоналізації виробничих фондів, забезпечення на власній основі розвитку різних форм власності і господарювання, еквівалентності відносин обміну між суб'єктами господарювання, державну підтримку і захист усіх форм ефективного господарювання та ліквідацію будь-яких протизаконних економічних структур;
- цінову політику, яка орієнтована на регулювання державою відносин обміну між суб'єктами ринку з метою забезпечення еквівалентності в процесі реалізації національного продукту, дотримання необхідної паритетності цін між галузями та видами господарської діяльності, а також забезпечення стабільності оптових та роздрібних цін;
- антимонопольно-конкурентну політику, яка передбачає створення оптимального конкурентного середовища діяльності суб'єктів господарювання, забезпечення їх взаємодії на умовах недопущення проявів дискримінації одних суб'єктів іншими, насамперед у сфері монопольного ціноутворення та за рахунок зниження якості продукції, послуг, сприяння зростанню ефективної соціально орієнтованої економіки;
- бюджетну політику, яка спрямована на оптимізацію та раціоналізацію формування доходів і використання державних фінансових ресурсів, підвищення ефективності державних інвестицій у економіку, узгодження загальнодержавних і місцевих інтересів у сфері міжбюджетних відносин, регулювання державного боргу та забезпечення соціальної справедливості при перерозподілі національного доходу;
- податкову політику, яка передбачає забезпечення економічно обґрунтованого податкового навантаження на суб'єктів господарювання, стимулювання суспільно необхідної економічної діяльності суб'єктів, а також дотримання принципу соціальної справедливості та конституційних гарантій прав громадян при оподаткуванні їх доходів;
- грошово-кредитну політику, яка орієнтована на забезпечення економіки економічно необхідним обсягом грошової маси, досягнення ефективного готівкового обігу, залучення коштів суб'єктів господарювання та населення до банківської системи, стимулювання використання кредитних ресурсів на потреби функціонування і розвитку економіки;
- валютну політику, щодо встановлення і підтримання паритетного курсу національної валюти щодо іноземних валют, стимулювання зростання державних валютних резервів та їх ефективне використання;
- зовнішньоекономічну політику, спрямовану на регулювання державою відносин суб'єктів господарювання з іноземними суб'єктами господарювання та захист національного ринку і вітчизняного товаровиробника. [1]